# Procureur-syndic
Pour les articles homonymes, voir Syndic.
 (mai 2020).
Le syndic, le procureur-syndic et le procureur général syndic sont des magistrats apparus pendant la Révolution française.

## Présentation
Ils font partie des nouvelles institutions mises en place par Jacques-Guillaume Thouret  en 1789. Dans chaque administration de département, il y a un procureur général syndic et, dans chaque administration de district, il y a un procureur syndic. Ils sont élus par les citoyens du département ou du district et constituent l'unique lien entre le pouvoir exécutif et les administrations directes. Ils personnifient le pouvoir exécutif au niveau d'un département ou d'un district et ont la charge d'agir pour les intérêts du district ou du département. Au sein du conseil municipal, c'est le plus souvent le maire lui-même qui assume ce rôle.
Cette mise en place correspond à l'idéal démocratique révolutionnaire : la loi étant l'émanation de la souveraineté populaire, le respect de cette loi est donc garanti par un agent élu directement par le peuple souverain, et non pas par un pouvoir central.
La loi des 22 décembre 1789-8 janvier 1790 institue, dans sa deuxième section, articles 14 à 18, un procureur général syndic de département et des procureurs syndics de district. Ils sont élus pour quatre ans et ne sont pas immédiatement rééligibles, devant attendre quatre années au moins avant de se représenter.
Ils assistent aux assemblées générales des administrations des départements et des districts, pendant lesquelles ils ont une voix consultative, mais pas de pouvoir de décision. Ils sont chargés d'y rappeler la loi et aucune décision ne peut être prise sans les avoir consultés. La loi du 10 décembre précise « Les procureurs généraux syndics et les procureurs syndics assisteront à toutes les assemblées d'administration sans voix délibérative ; mais nul rapport ne sera fait avant de leur en donner communication et nulle délibération ne sera prise sur le rapport sans les avoir entendus ».
Le 4 décembre 1793, la Convention nationale remplace les procureurs et procureurs-syndics par des agents nationaux. En 1795, la Constitution de l'an III a créé des commissaires du pouvoir exécutif pour occuper leurs fonctions.